# Museu nacional de Majdanek
El museu nacional de Majdanek (polonès: Państwowe Muzeum na Majdanku) és un museu commemoratiu i un centre d'educació fundat a la tardor de 1944 en el terreny de l'antic camp d'extermini nazi de Majdanek situat a Lublin, Polònia. Aquest va ser el primer museu d'aquest gènere al món, totalment dedicat a la memòria de les atrocitats comeses a la xarxa dels camps de treball forçós i dels seus subcamps durant la Segona Guerra Mundial. El museu explica investigacions científiques sobre la Shoah a Polònia i acull una col·lecció permanent d'artefactes rars, de fotografies d'arxiu i de testimoniatges.

## El museu

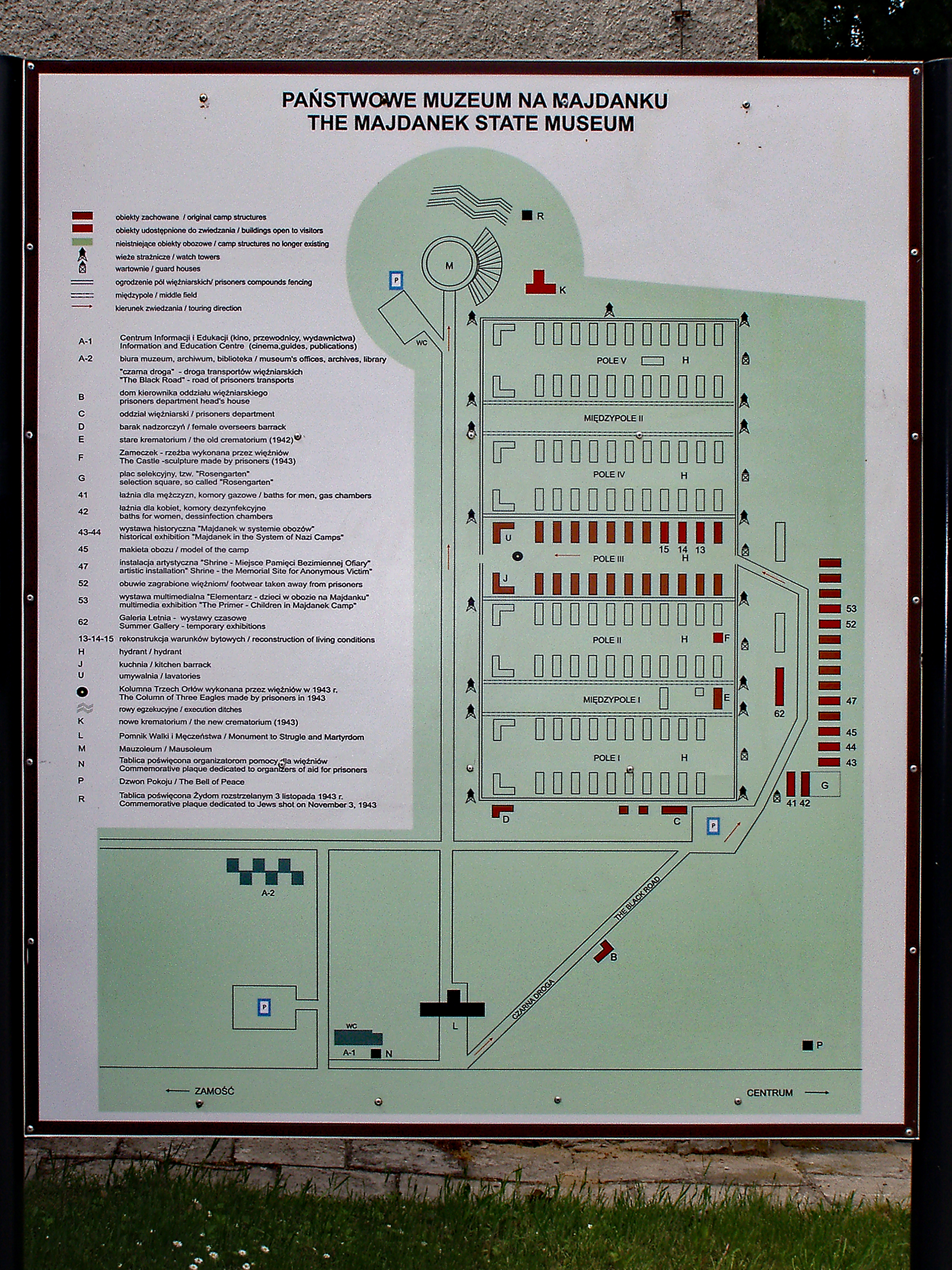
El cartell del centre d'informació del museu de Majdanek

Després de l'alliberament del camp per l'exèrcit roig el 23 de juliol de 1944 el lloc va quedar oficialment protegit. Es va destinar com a museu la tardor de 1944, mentre que la guerra encara era en curs, amb cambres de gas i crematoris en gran part intactes. El camp es va convertir en un monument d'Estat del martirologi pel decret de 1947 de les Corts Generals poloneses (Sejm). El mateix any, es va recollir aproximadament 1.300 m3 de terra superficial barrejat amb cendres humanes i fragments d'ossos i van ser disposats en un gran monticle (transformat després en mausoleu). En comparació, el camp de concentració de Auschwitz alliberat sis mesos més tard, el 27 de gener de 1945, va ser declarat monument nacional per primera vegada l'abril de 1946, però passat a Polònia per l'Exèrcit roig el 1947. L'acte de les Corts Generals poloneses del 2 de juliol de 1947 els va declarar tots els dos monuments d'Estat del martirologi al mateix temps (Dz.U. 1947 nr 52 poz. 264/265). Majdanek va rebre l'estatus de museu nacional de Polònia l'any 1965.
Els alemanys en retirada no van tenir temps de destruir la instal·lació. En el transcurs dels seus 34 mesos de funcionament, més de 79.000 persones van ser assassinades en el camp principal de Majdanek (dels quals 59.000 jueus polonesos) i entre 95.000 i 130.000 persones al conjunt del sistema de sub-camps de Majdanek.Aproximadament 18.000 jueus van morir a Majdanek el 3 de novembre de 1943, la més gran massacre per trets en un camp nazi, anomenada Aktion Erntefest (43.000 en total amb 2 sub-camps).
L'any 1969, amb ocasió del 25è aniversari de l'alliberament de Majdanek, un monument increïblement emocionant dedicat a les víctimes de l'Holocaust va ser erigit en el lloc de l'antic camp d'extermini nazi. Va ser concebut per l'escultor i arquitecte polonès Wiktor Tołkin, que va concebre igualment la làpida simbòlica de Stutthof. El monument es compon de tres parts, el piló simbòlic (porta, 11 metres d'alt i 35 metres d'ample), la carretera i el mausoleu, contenint un monticle de cendres de les víctimes. El Museu és igualment en possessió de l'arxiu deixat pels SS després d'una temptativa infructuosa de destrucció per l' Obersturmführer Anton Thernes, jutjat en els processos de Majdanek.

## Història recent
L'any 2003, es va erigir un nou obelisc a Majdanek en memòria de les víctimes jueves de l'Aktion Erntefest. L'any 2004, una nova branca del Museu d'Estat de Majdanek va ser inaugurada al camp d'extermini de Belzec proper. Belzec va ser creat per posar en marxa l'operació Reinhard durant la Shoah. Finalment, l'any 2005, es van dur a terme treballs arqueològics suplementaris, portant al descobriment de nous objectes en el lloc del camp, enterrats per presoners jueus l'any 1943.
El 2 de setembre de 2009, el museu Majdanek va rebre la medalla d'or Gloria Artis per a les seves contribucions excepcionals a la cultura polonesa pel secretari d'Estat adjunt Tomasz Merta. Altres dos destinataris comprenien el Museu de Stutthof i el Museu d'Auschwitz–Birkenau. Un incendi massiu es va declarar en una de les casernes de Majdanek la nit del 9 al 10 d'agost de 2010. Aproximadament 7.000 parells de sabates de presoners van ser destruïdes. La causa de l'incendi és desconeguda. El museu declara que no és aconsellat portar nens menors de 13 anys a Majdanek, perquè igualment es prohibeix comportar-se sorollosament. Des de l'1 de maig de 2012, el museu és la principal branca del museu de Sobibór, no llunyà.